# Pandiònida
Pandiònida (grec antic: Πανδιονίς) era el nom d'una tribu de l'antiga Atenes que tenia onze demos en el moment de la seva creació. El seu nom provenia de Pandíon, fill d'Erictoni i de Praxítea, una nàiade, i antic rei d'Atenes.
Aquesta tribu va ser la tercera que es va establir amb les reformes de Clístenes. La formaven els habitants d'onze demos: Contile (Κονθύλη), Citeros (Κύθηρος), Oà (Ὀά), Peània Superior (Παιανία), Peània Inferior, Angele (Ἀγγελή), Mirrinunt (Μυρρινοῦς), Pràsies (Πρασίαι), Probalint (Προβάλινθος), Estíria (Στείρια) i Cidatèneon (Κυδαθήναιον).